# Jesús Owono
Jesús Lázaro Owono Ngua (Bata, 1 de marzo de 2001) es un futbolista ecuatoguineano que juega como portero para el F. C. Andorra de la Segunda División de España y para la selección de Guinea Ecuatorial.

## Trayectoria
Debutó a nivel de clubes en el Deportivo Alavés Juvenil "A" en 2016 y posteriormente se marchó a jugar en el Club San Ignacio.
El 2 de enero de 2022 debutó con el primer equipo del Deportivo Alavés en Primera División. Al final de esa temporada amplió su contrato con el conjunto vitoriano hasta junio de 2024.
El 13 de julio de 2025, tras haber jugado veinte partidos con el Deportivo Alavés, fue cedido al F. C. Andorra por una campaña.

## Selección nacional
Obtuvo su primera llamada internacional con la selección de fútbol de Guinea Ecuatorial a los 17 años, en septiembre de 2018 y debutó el 25 de marzo de 2019 perdiendo 3-2 en un amistoso contra Arabia Saudita.